# We're Back! A Dinosaur's Story
„We're Back! A Dinosaur's Story“ е американски анимационен филм от 1993 г., базиран на едноименната детска от 1987 г., написана от Хъдсън Талбът. Продуциран от анимационното студио „Амблимейшън“ на Стивън Спилбърг и разпространяван от „Юнивърсъл Пикчърс“, филмът е режисиран от Дик Зондаг, Ралф Зондаг, Фил Нибелинк и Саймън Уелс, по сценарий на Джон Патрик Шенли. „Юнивърсъл“ закупува правата на романа след публикацията, и „Амблимейшън“ започва работа по адаптацията през 1990 г. по време на производството на „Американска приказка 2: Файвъл покорява запада“ (1991). Озвучаващия състав се състои от Джон Гудмън, Блейз Бердал, Риа Пърлман, Джей Лено, Рене ле Вант, Фелисити Кендал, Чарлз Флайшър, Уолтър Кронкайт, Джоуи Шия, Джулия Чайлд, Кенет Марс, Ярдли Смит и Мартин Шорт. Филмът е пуснат по кината на 24 ноември 1993 г.